# Ricky Lawson

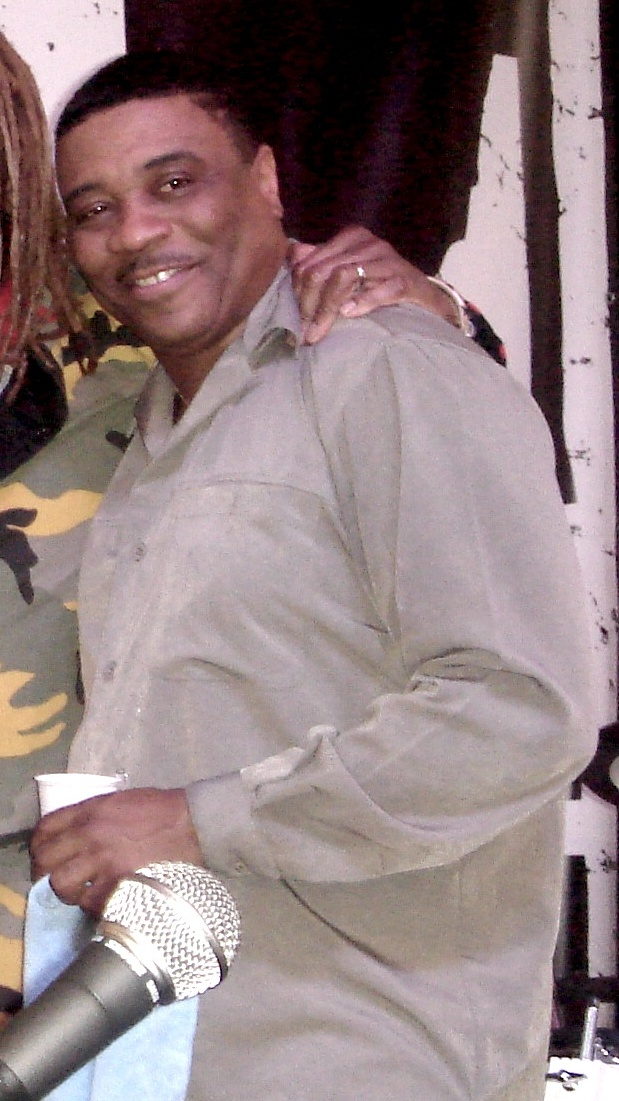
Ricky Lawson, 2006

Ricky Lawson (* 1954 in Detroit, Michigan; † 23. Dezember 2013 in Long Beach, Kalifornien) war ein US-amerikanischer Schlagzeuger und Songwriter. Er arbeitete insbesondere als Sessionmusiker, unter anderem mit Stevie Wonder, Michael Jackson, Eric Clapton, Phil Collins, Whitney Houston, Steely Dan und vielen mehr. Er war Mitgründer der Fusion-Band Yellowjackets – mit ihr gewann er 1987 einen Grammy in der Rubrik „Best R&B Instrumental Performance“ für And You Know That vom Album Shades.

## Biografie
Mit 16 begann Lawson zu trommeln. Er spielte in der Highschool-Jazzband. Mit der Band „The Sons of Soul“ spielte er im Vorprogramm der Jackson Five auf der Michigan State Fair 1969. Das College brach er nach einem Jahr ab, als er eingeladen wurde, für Stevie Wonder zu trommeln. In den 1980ern und 1990ern spielte er Schlagzeug für Michael Jackson und Whitney Houston. So ist er zum Beispiel zu hören auf Whitneys Welthit I Will Always Love You.
Lawson arbeitete mit zahlreichen Künstlern zusammen, darunter Michael Jackson, Eric Clapton, Steely Dan, Phil Collins, Babyface, Yellowjackets, Whitney Houston, Quincy Jones, Stevie Wonder, Bette Midler, Russell Ferrante, Toto, Al Jarreau, George Benson, Lionel Richie, George Duke und viele mehr. Im  Bereich des Jazz/Fusion, wo er zwischen 1975 und 2010 bei 63 Aufnahmesessions beteiligt war, spielte er außerdem u. a. mit Roy Ayers, Flora Purim, David Sanborn, Earl Klugh, Kirk Whalum und Tom Scott. Lawson, Mitgründer der Yellowjackets, bekam einen Grammy als Koautor ihres Hits And You Know That. Er war auch Koautor des Songs Uh-Uh der Pointer Sisters vom Album Seriously Slammin (1988), das er mit produzierte, sowie des Hits "Good News" (1987) der Fusion-Band Fattburger.
Am 13. Dezember 2013 brach Lawson während eines Auftritts zusammen. Es wurde ein Aneurysma im Gehirn diagnostiziert, an dessen Folgen er 10 Tage später im Alter von 59 Jahren starb.

## Diskografie

### Mit den Yellowjackets
- 1981: Yellowjackets
- 1983: Mirage a Trois
- 1985: Samurai Samba
- 1986: Shades

### Solo
- 1999: First Things 1st
- 2001: Ricky Lawson and Friends
- 2002: Pride & Joy
- 2008: Christmas with Friends